# Rugby en Bolivia
El rugby en Bolivia es un deporte escasamente difundido, pero en años recientes su presencia se ha consolidado y se ha expandido aceleradamente. 

## Organización
La Federación Boliviana de Rugby fundada en el 2009 es la entidad que organiza los campeonatos de rugby en Bolivia. La federación no está afiliada a la World Rugby ni es reconocida por el Ministerio de Deportes y está en proceso de ser miembro de Sudamérica Rugby.

## Historia
A diferencia de otros países de América del Sur, donde este deporte llegó de la mano de inmigrantes británicos, franceses e irlandeses, el rugby se estableció en Bolivia gracias a la influencia de la vecina Argentina.
Algunos trabajadores británicos que construyeron los ferrocarriles de Bolivia a principios del siglo XX habrían jugado partidos de rugby y organizado breves campeonatos. Se dice también que en los años '60 algunos diplomáticos de la embajada de Francia intentaron introducir el rugby y en colaboración con el Colegio Franco-Boliviano formaron un equipo que realizó un tour por Chile y jugó un partido con un equipo de la Guyana Francesa en gira por América del Sur. Pero con el regreso a Francia de estos diplomáticos, el equipo se disolvió. 
Lo que se sabe en concreto es que en los años '60, José Pipo Viale, un argentino oriundo de Córdoba y radicado en Cochabamba, organizó un pequeño equipo, el primero en esa ciudad. 
En Santa Cruz el rugby recibió un fuerte impulso en los años '90, gracias a numerosos argentinos provenientes de la provincia de Tucumán y residentes allí. El primer equipo en formarse en Santa Cruz fue el Jenecherú.
El primer Campeonato Boliviano de Clubes se realizó en 2006. Actualmente hay clubes en las ciudades de Cochabamba, La Paz, Santa Cruz, Tarija, Villa Montes y Yacuiba. En ocasiones los equipos bolivianos reciben la visita de equipos de países vecinos, sobre todo de Argentina.

## Equipos Bolivianos
- Santa Cruz
  - Jenecherú Rugby Club
  - Santa Cruz Rugby Club
  - Brangus Rugby Club
  - Aranjuez Rugby Club
  - Tigres Rugby Club

- La Paz
  - La Paz Rugby Club
  - Spartans Rugby Club
  - Cobras Rugby Club
  - Wara Rugby Club
  - Club San Simón Rugby

- Cochabamba
  - Universitario Rugby Club
  - Supay Rugby Club
  - Tunari Rugby Club
  - Amaru Rugby Club
  - Mankallut'as Rugby Club
  - Halcones Rugby Club

- Tarija
  - Unión Tarijeña de Rugby
  - Yacuiba Rugby Club
  - Cumpas XV Rugby Club

- Oruro
  - Oruro Rugby Club
  - Panteras Rugby Club

- Sucre
  - Saurones Rugby Club